# トヨタ・ボルタ

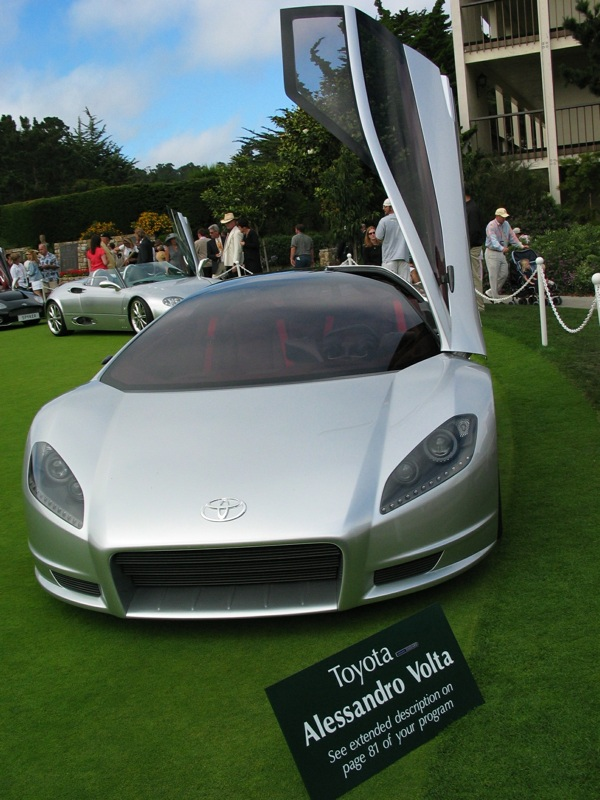
ボルタ

トヨタ・ボルタ (アレッサンドロ・ボルタとも, Volta, Alessandro Volta) は、トヨタ自動車と、自動車のデザイナを主に手掛けるイタリアのデザイン会社イタルデザインの共同で開発されたコンセプトカーである。

## 概要
ボルタは2004年のサロン・アンテルナショナル・ド・ロト（ジュネーヴ・モーターショー）で公開されたスポーツ・クーペで、ハイブリッド方式のスポーツカーに関する研究の一環として開発されたコンセプトカーである。ドアはシザースドアを採用。マフラーはサイドから出ている。インテリアは横並びの3シーターになっており、ステアリングとペダルボードが横にスライドする珍しい機構を搭載している。0-100km/hは4.06秒で、最高速度は250km/h以上。

## 車名の由来
車名は、「ボルタの電堆」を考案して現在の乾電池などの基礎となったボルタ電池を発明したことで知られ、電圧の単位であるボルトにもその名を残している物理学者アレッサンドロ・ボルタに由来する。

## パワートレイン
エンジン・ハイブリッドシステムはRX400hと同じ、3.3L V6 3MZ-FE型エンジン+モーターのTHSIIを採用している。最高出力は元々の268馬力から402馬力までアップグレードされている。航続距離は約700km。

## 参照
1. ↑  https://kuruma-news.jp/post/637247
2. ↑  https://carview.yahoo.co.jp/news/detail/d44dc94b54a56d84a2a7ff2b1085f0ba9a39ddd1/
3. ↑  https://intensive911.com/japanese-car-brand/toyota-lexus/180777/
4. ↑  https://clicccar.com/2021/03/04/1063954/